# Comuna Țîkova, Cemerivți
Țîkova (în ucraineană Цикова) este o comună în raionul Cemerivți, regiunea Hmelnîțkîi, Ucraina, formată din satele Karacikivți și Țîkova (reședința).

## Demografie
Componența lingvistică a comunei Țîkova
     Ucraineană (99,58%)
     Alte limbi (0,41%)
Conform recensământului din 2001, majoritatea populației comunei Țîkova era vorbitoare de ucraineană (99,58%), existând în minoritate și vorbitori de alte limbi.